# Tizounine
Tizounine (en àrab تيزونين, Tīzūnīn; en amazic ⵜⵉⵣⵓⵏⵉⵏ) és una comuna rural de la província de Tata, a la regió de Souss-Massa, al Marroc. Segons el cens de 2014 tenia una població total de 2.119 persones.